# Verdrag van Turijn (1754)

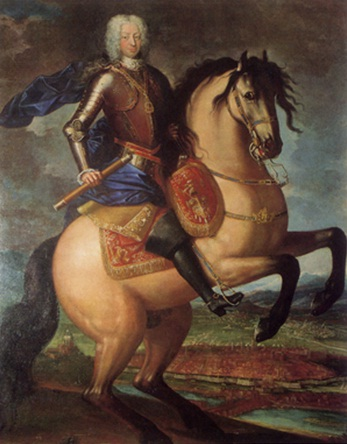
Koning Karel Emmanuel III van Piëmont-Sardinië

Het Verdrag van Turijn  werd in 1754 gesloten tussen het koninkrijk Sardinië, voor het voormalig hertogdom Savoye enerzijds en de Republiek Genève anderzijds. Het verdrag werd gesloten in Turijn, residentiestad van de koningen van het koninkrijk Sardinië, ook Piëmont-Sardinië genoemd. Koning Karel Emmanuel III van Sardinië ondertekende het verdrag namens Savoye en Pierre Mussard namens Genève.

## Grenscorrectie
Het verdrag omvatte een grenscorrectie tussen beide landen. Oorzaak van dispuut, sinds de Reformatie al, was de zeggenschap over de landerijen van de voormalige priorij van Sint-Pieter van Genève, van het voormalige Roomse bisdom Genève. Het dispuut ging terug tot het hertogdom Savoye, dat later opging in het koninkrijk Sardinië. De gebieden van Sint-Pieter lagen niet alleen versnipperd door mekaar; ze zorgden ook voor juridische onduidelijkheid. Zo lagen er gebieden van Sint-Pieter op het grondgebied van Savoye maar deze kenden lagere rechtbanken met rechters benoemd vanuit Genève. De bevolking in deze landerijen was gereformeerd, wat niet strookte met de rooms-katholieke staatsgodsdienst in Savoye. 
Dat het kanton Bern hier onrust stookte ten nadele van Genève, stond Genève niet aan. Dat het grondgebied van het koninkrijk Frankrijk expandeerde naar het oosten stond dan weer Savoye niet aan; Savoye wou daarom een regeling voor het meer dan 150 jaar oude grensconflict met Genève.

## Seymaz
Na jarenlange onderhandelingen kwam er een grenscorrectie: de helft van het gebied van de priorij van Sint-Pieter van Genève ging naar Savoye, de andere helft bleef in Genève. De grens werd het beekje Seymaz, een zijrivier van de Arve. Alles aan de linker oever van de Seymaz ging naar Savoye; alles aan de rechter oever bleef behoren tot de republiek Genève. Zo werd het dorp Chêne, aan de benedenloop van de Seymaz, in tweeën gesneden: Chêne-Bougeries bleef bij Genève en Chêne-Bourg ging naar Savoye.

## Godsdienst
Dankzij diplomatieke tussenkomst van Groot-Brittannië mochten de gereformeerde inwoners die overgingen naar Savoye 25 jaar hun godsdienst behouden. Dit was een compromis waarmee beide partijen konden akkoord gaan. Vooral de Geneefse protestantse gemeente had hierop aangedrongen. Genève betaalde bovendien nog een fiks bedrag aan Savoye, iets wat de Britse diplomaten zo lang mogelijk stil gehouden hadden voor Genève.

## Historisch belang
Het historisch belang van dit verdrag was niet de opdeling van de oude landerijen. Het belang lag in het feit dat voor de eerste maal, de koning van Sardinië (hertog van Savoye) de republiek Genève op papier erkende. Deze republiek die afgescheurd was van Savoye in de 16e eeuw werd alzo de gelijke van Savoye. De situatie van erkenning bestond wel enige tijd al in de feiten doch werd met het Verdrag van Turijn officieel.